# Norman Smith (producent)
Norman „Hurricane“ Smith (22. února 1923 Londýn – 3. března 2008 Východní Sussex) byl britský hudebník a hudební producent.
Po druhé světové válce, za které sloužil u RAF, a po neúspěšné kariéře jazzového hudebníka nastoupil v roce 1959 jako zvukař do vydavatelství EMI. V této profesi se podílel na všech studiových nahrávkách EMI skupiny The Beatles do roku 1965 (jeho posledním bylo album Rubber Soul), kdy byl povýšen na producenta. Z období spolupráce s Beatles pochází i jeho přezdívka „Hurricane“, kterou vymyslel John Lennon. Na začátku roku 1967 převzal od nezávislého producenta Joea Boyda začínající skupinu Pink Floyd, které produkoval první (The Piper at the Gates of Dawn), druhé (A Saucerful of Secrets) a čtvrté (Ummagumma) album. V písni „Remember a Day“ z desky A Saucerful of Secrets také hrál na bicí. Roku 1968 produkoval album S.F. Sorrow od The Pretty Things. V první polovině 70. let 20. století vydal pod pseudonymem Hurricane Smith několik vlastních singlů, z některých z nich se staly hity – např. „Don't Let It Die“ byla druhá v britském žebříčku, píseň „Oh Babe What Would You Say?“ se umístila na třetím místě amerického žebříčku Billboard Hot 100, ve Spojeném království byla čtvrtá.